# Dobrzeń Wielki (gmina)
Dobrzeń Wielki (daw. gmina Dobrzeń, niem. Gemeinde Groß Döbern) – gmina wiejska w województwie opolskim, w powiecie opolskim. W latach 1975–1998 gmina położona była w „starym” województwie opolskim. W 2009 roku w gminie wprowadzono język niemiecki jako język pomocniczy oraz dwujęzyczne nazewnictwo geograficzne.
Siedziba gminy to Dobrzeń Wielki.
Według danych z 1 stycznia 2017 roku gminę zamieszkiwało 9705 mieszkańców.
1 stycznia 2017 z gminy odłączono miejscowości Borki, Brzezie (większa część), Czarnowąsy, Krzanowice i Świerkle, włączając je do Opola. Ludność gminy zmalała o 4879 mieszkańców, a powierzchnia o 27,4 km².

## Struktura powierzchni
Według danych z roku 2002 gmina Dobrzeń Wielki miała obszar 91,42 km², w tym: użytki rolne: 49% i użytki leśne: 37%.
Gmina stanowi 4,17% powierzchni powiatu.

## Demografia

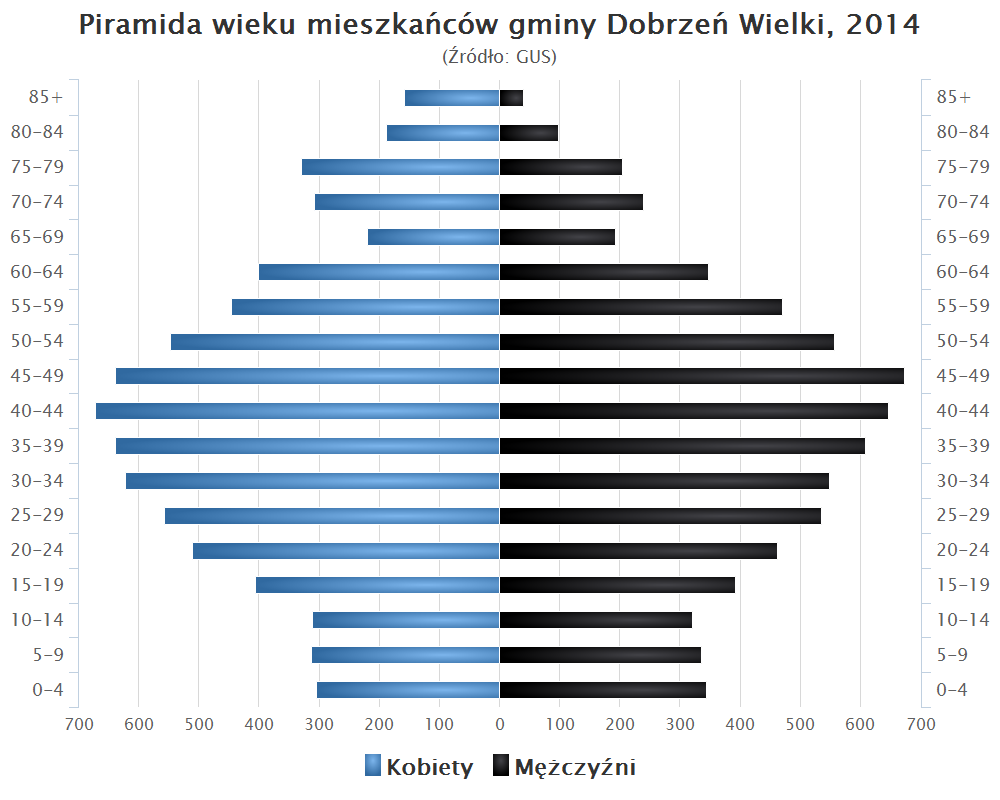
Piramida wieku mieszkańców gminy Dobrzeń Wielki w 2014 roku

Dane z 30 czerwca 2004:
| Opis                              | Ogółem | Ogółem | Kobiety | Kobiety | Mężczyźni | Mężczyźni |
| --------------------------------- | ------ | ------ | ------- | ------- | --------- | --------- |
| Jednostka                         | osób   | %      | osób    | %       | osób      | %         |
| Populacja                         | 14 131 | 100    | 7342    | 52      | 6789      | 48        |
| Gęstość zaludnienia [mieszk./km²] | 154,6  | 154,6  | 80,3    | 80,3    | 74,3      | 74,3      |

## Sołectwa
Chróścice, Dobrzeń Mały, Dobrzeń Wielki, Kup

## Sąsiednie gminy
Dąbrowa, Lewin Brzeski, Łubniany, Murów, Opole, Pokój, Popielów